# 피나르 데 차마르틴역
피나르 데 차마르틴 역(스페인어: Pinar de Chamartín)은 마드리드 지하철의 역이다. 2007년 11월 4일 지하철 노선이 먼저 개통되면서 문을 열었다. 요금구역상으로는 시내구간인 A구역에 속해 있으며 피나르데차마르틴 일대에 자리잡고 있다.
피나르 데 차마르틴 역은 마드리드 지하철 1호선과 4호선이 지나며, 마드리드 경전철 1호선과도 연결되는 환승역이다. 1호선은 마드리드 지하철의 핵심 노선이고 4호선은 오르탈레사 일대를 다니는 노선이다. 경전철 1호선은 부근의 세르카니아스 역과 연결되어 마드리드의 신시가지인 산치나로 지역을 이어준다. 이 때문에 도심에서 상당히 떨어진 비교적 한적한 동네에 자리잡고 있음에도 불구하고 대단한 이용량을 보인다.
역내에는 477호라 번호매겨진 전차 한 대가 전시되어 있는데 이는 1871년부터 1972년까지 마드리드를 다녔던 옛 전차들을 기억하기 위해 전시된 것이다. 전차 자체는 1908년경에 제작되어 투입되었으며, 1935년과 1943년에 한차례 보수공사를 거친 뒤 1962년까지 사용됐다. 이후 차고에 보관되어 있다가 1971년 마드리드 전차 개통 100주년을 기념해 다시 빛을 보았으며, 1972년 5월 31일 전차 운행중단을 기념하여 시내 거리를 한바퀴 돈 뒤 영구 보관되고 있다. 1965년 영화 《닥터 지바고》에서도 한차례 등장한다.

## 환승 정보
앞서 언급했듯 마드리드 지하철의 1호선과 4호선으로 환승이 가능하며 이들 두 노선은 승강장에서 바로환승이 가능하다. 경전철 1호선 승강장 역시 지하에 있다. 이밖에 역 주변의 시내버스 정류장으로 피나르 데 차마르틴 (PINAR DE CHAMARTÍN) 정류장과 다리아아르투로 소리아 (DALIA-ARTURO SORIA) 정류장이 있으며, 피나르 데 차마르틴 정류장에서는 시외버스와 야간 시내버스 노선도 경유한다.
| 마드리드 지하철 | 마드리드 지하철       | 마드리드 지하철                 |
| --------------- | --------------------- | ------------------------------- |
| 시·종착역       | 마드리드 지하철 1호선 | 밤부 발데카로스                 |
| 시·종착역       | 마드리드 지하철 4호선 | 마노테라스 아르궤예스           |
| 마드리드 경전철 |                       |                                 |
| 시·종착역       | 마드리드 경전철 1호선 | 푸엔테 데 라 모라 라스 타블라스 |

## 갤러리

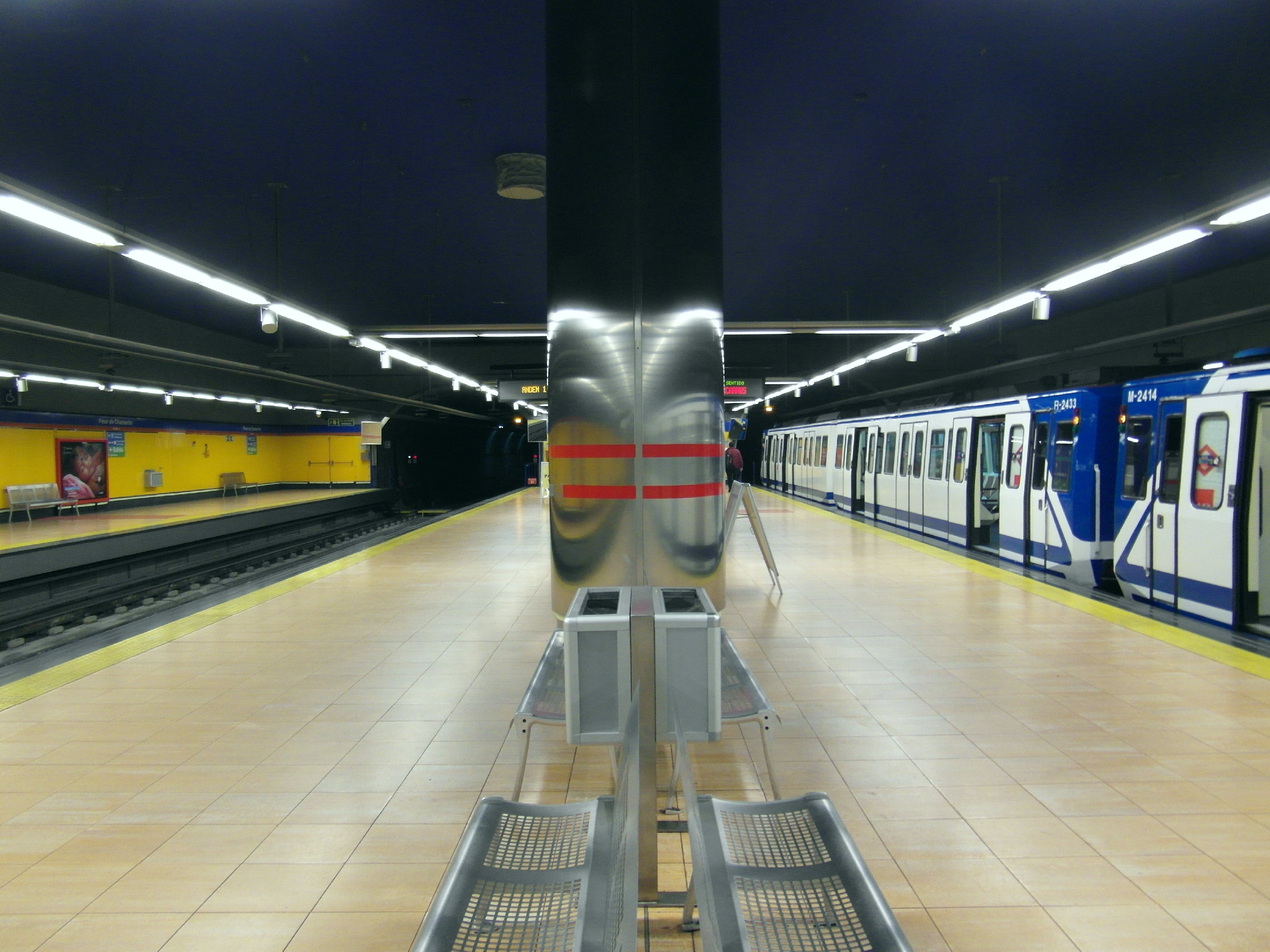
지하철 승강장 모습. 왼편이 4호선, 오른편이 1호선 열차가 들어오는 승강장으로 바로환승이 가능하다.
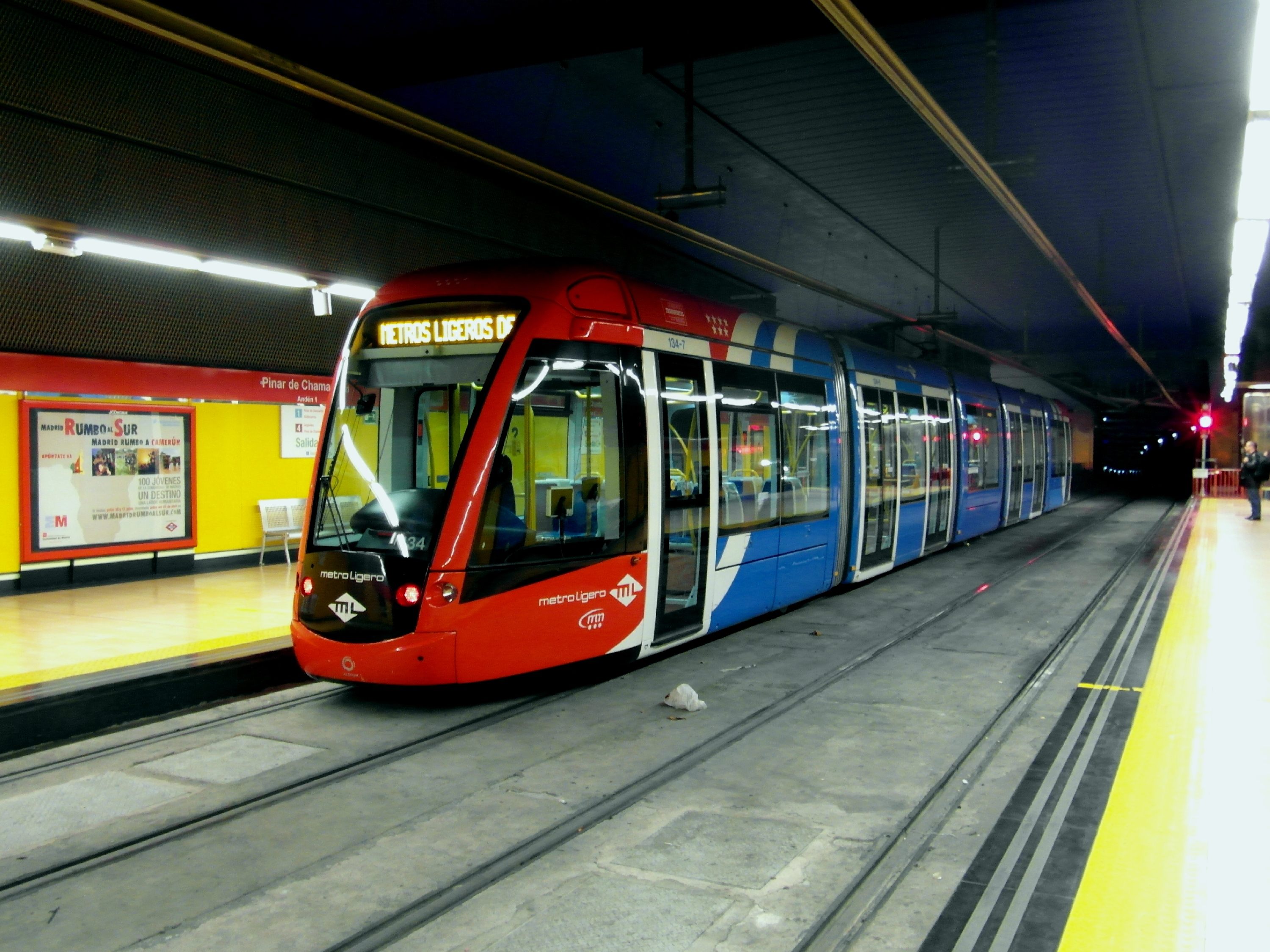
경전철 1호선 승강장의 모습.
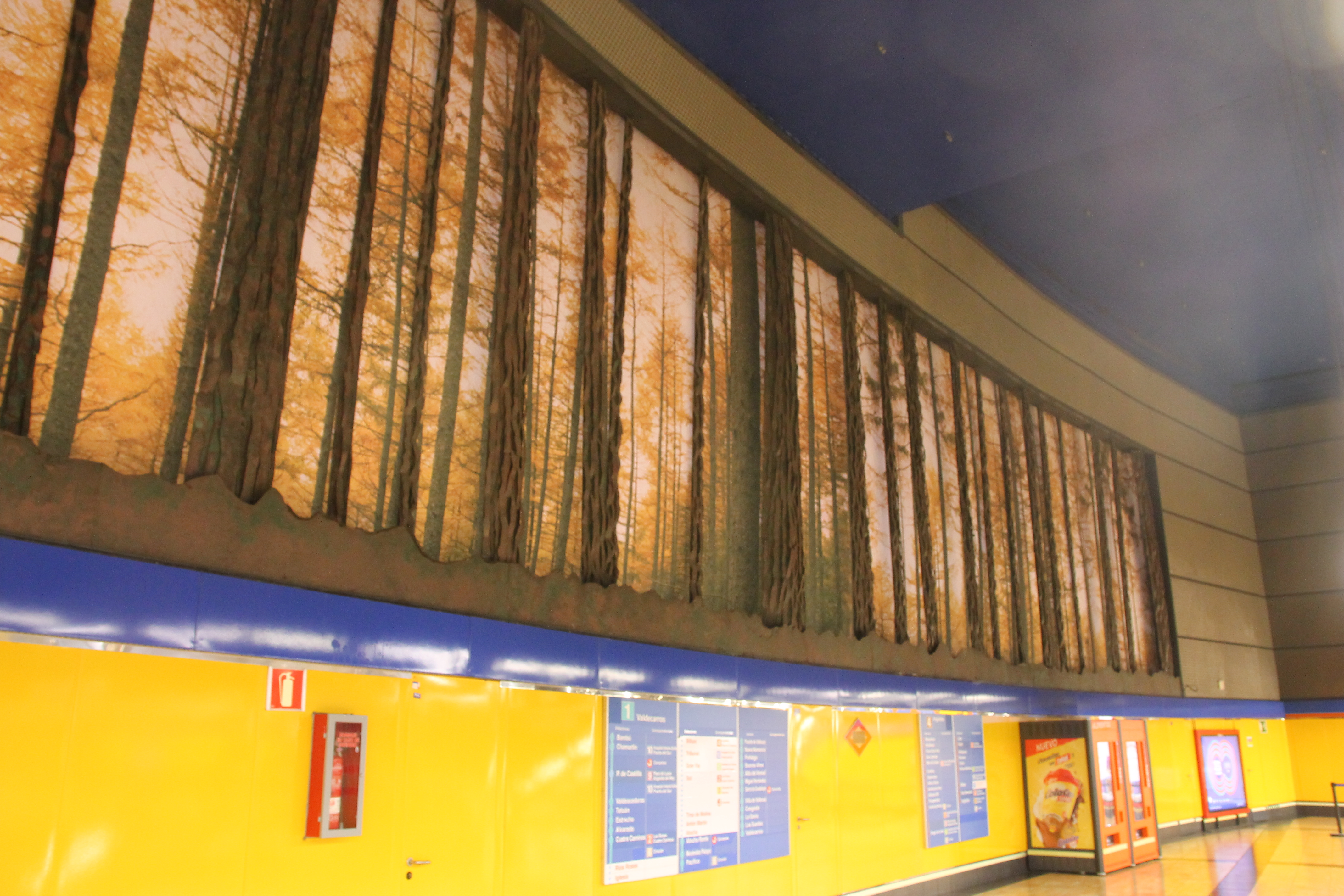
역내에 내걸린 벽화
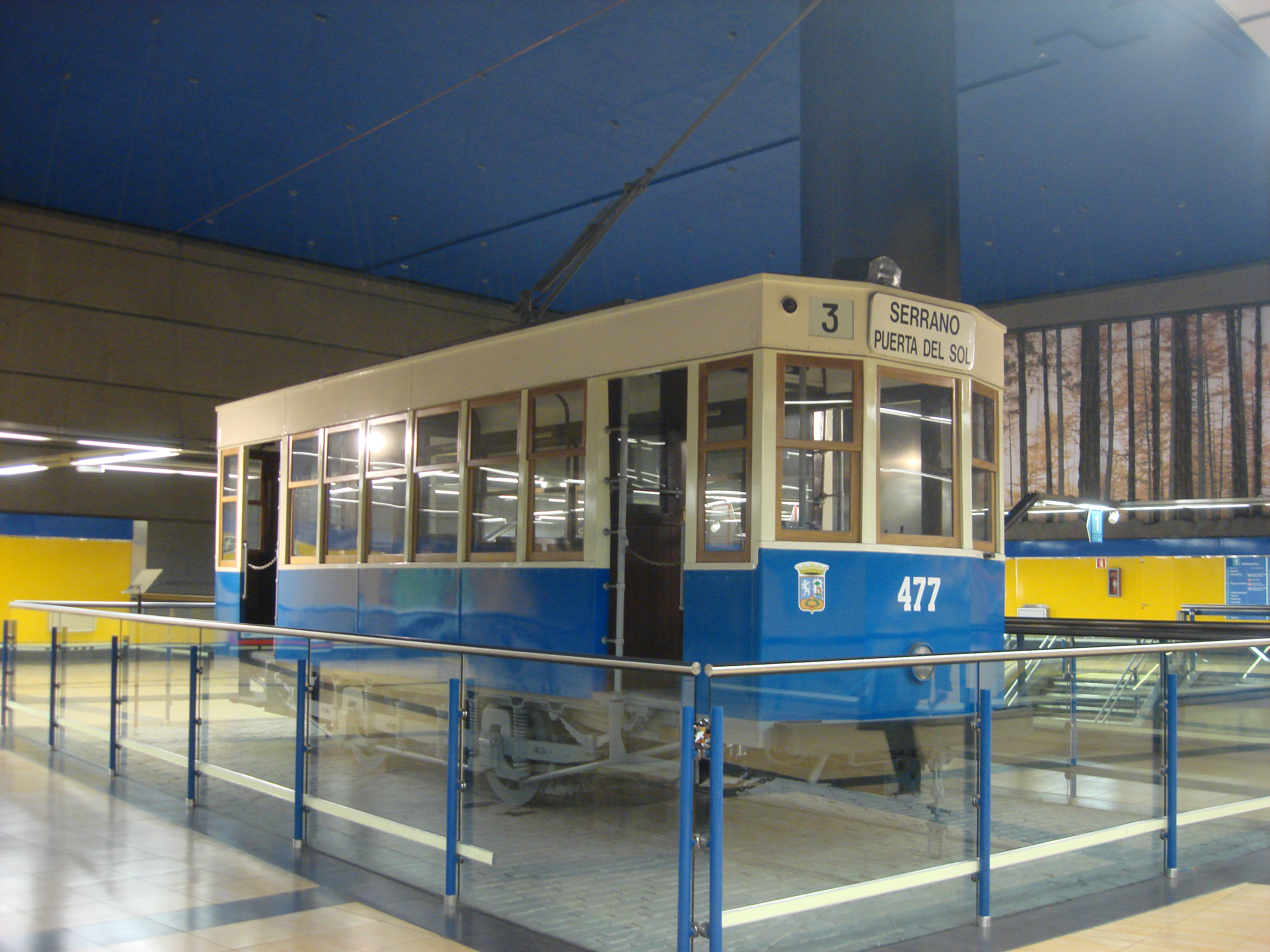
477호 전차